# Aligia reticulata
Aligia reticulata är en insektsart som beskrevs av Hepner 1939. Aligia reticulata ingår i släktet Aligia och familjen dvärgstritar. Inga underarter finns listade i Catalogue of Life.